# Papiro medico Chester Beatty
Il papiro medico Chester Beatty è uno dei papiri medici esistenti dell'antico Egitto. Il contenuto del papiro è dedicato agli incantesimi magici contro il mal di testa e ai rimedi per i disturbi anorettali (Papiro n. 10686, British Museum) ed è datato intorno al 1200 a.C. Parte della collezione di papiri di Alfred Chester Beatty, a volte viene indicato semplicemente come Chester Beatty Papyri, ma non deve essere confuso con i Chester Beatty Biblical Papyri, alias Chester Beatty Papyri.